# 瑪加麗塔貝倫
27°16′S 58°58′W / 27.267°S 58.967°W
瑪加麗塔貝倫（西班牙語：Margarita Belén），是阿根廷的城鎮，位於該國北部查科省，是五月一日縣的首府，處於雷西斯滕西亞以北21公里，始建於1890年，海拔高度81米，2001年人口5,547。